# Bom Jesus do Oeste
Bom Jesus do Oeste là một đô thị thuộc bang Santa Catarina, Brasil. Đô thị này có diện tích 67,899 km², dân số năm 2007 là 2026 người, mật độ 30,5 người/km².